# Fontanna Saint-Diboan w Plévin
Fontanna Saint-Diboan w Plévin – wzniesiona w XVI wieku. Od 1964 roku została wpisana do rejestru zabytków.

## Lokalizacja
Kaplica jest zlokalizowana jest na terenie Lannilis (rodzinnego gospodarstwa rolnego Lorvellec), w miejscowości Plévin, w departamencie Côtes-d’Armor, w regionie Bretania.

## Opis
Fontanna zlokalizowana jest w zagłębieniu rozległej łąki około 200 m od kaplicy. Została odrestaurowana. Granitowa fontanna, posiada dwie misy i trzy nisze: po lewej stronie prawdopodobnie poświęcona św. Maudezowi wzywana do pozbycia się węży, pośrodku prawdopodobnie było przedstawione serce, a po prawej św. Anna z księgą przeznaczoną do nauczania.
Według niektórych specjalistów święty Diboan to święty Abibon, którego spotyka się obok świętego Nikodema w Pluméliau (Morbihan).
Ludzie przychodzili do źródła świętego Diboana (w języku bretońskim „diboan” oznacza bez bólu, wybawienie), aby dowiedzieć się, czy chory wyzdrowieje, czy umrze. Aby uzyskać odpowiedź, należało opróżnić basen fontanny miską. Następnie pochylić się w stronę otworu, z którego tryskała woda: kiedy nic nie było słychać uzdrowienie było możliwe, kiedy dochodził odgłos bulgotania wody zwiastowało to prawdopodobną śmierć chorego.

## Przypisy

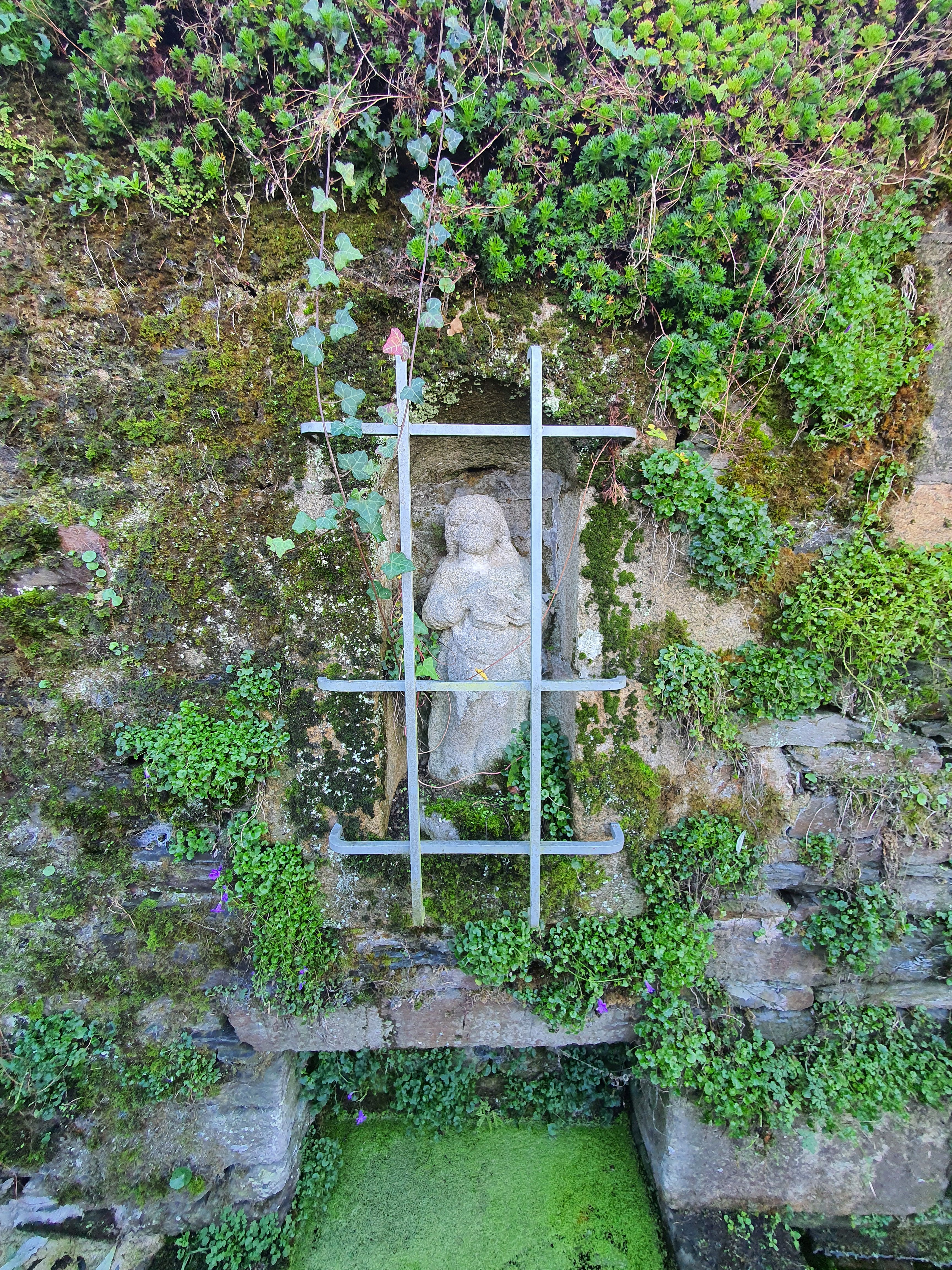
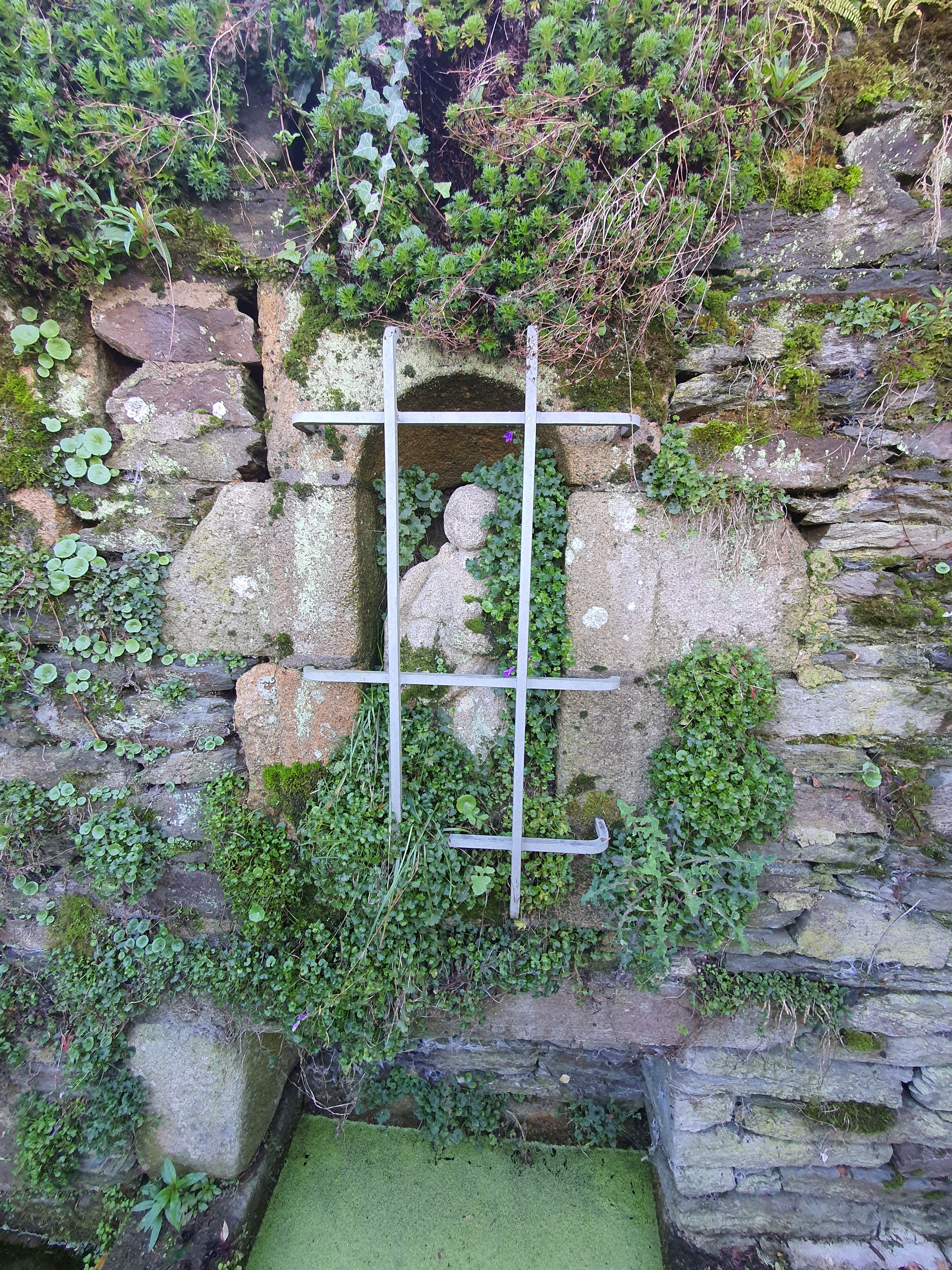
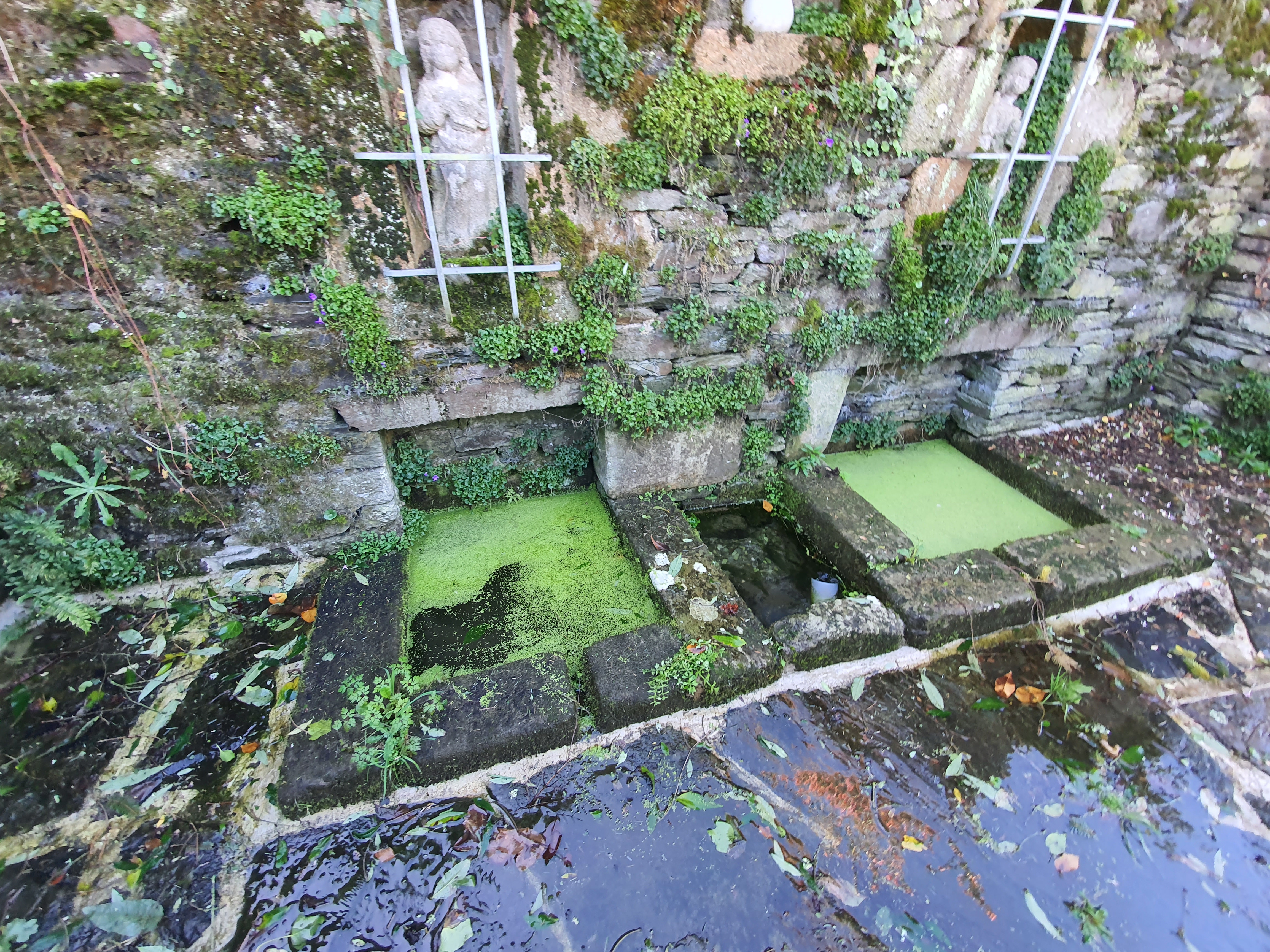
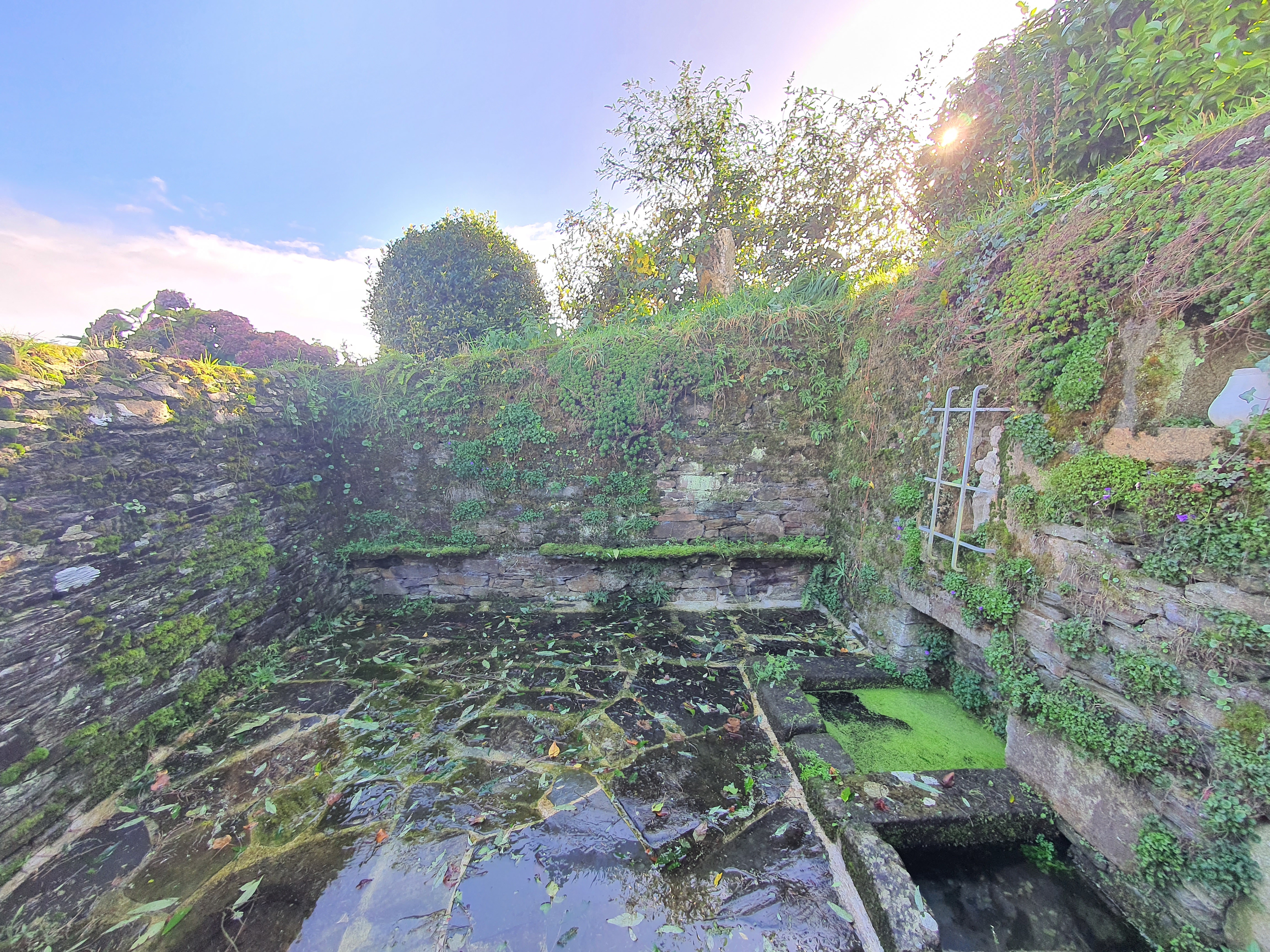
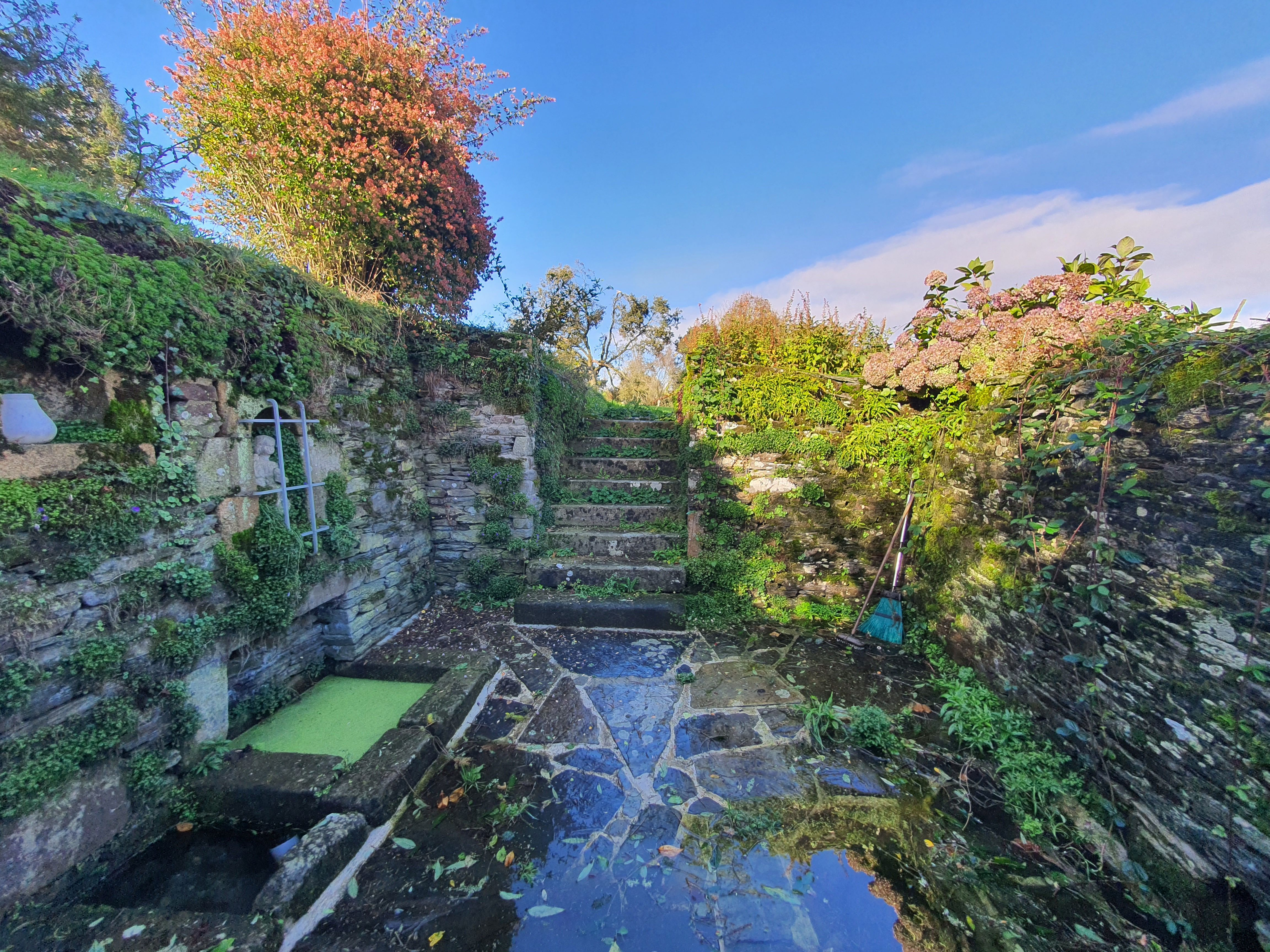
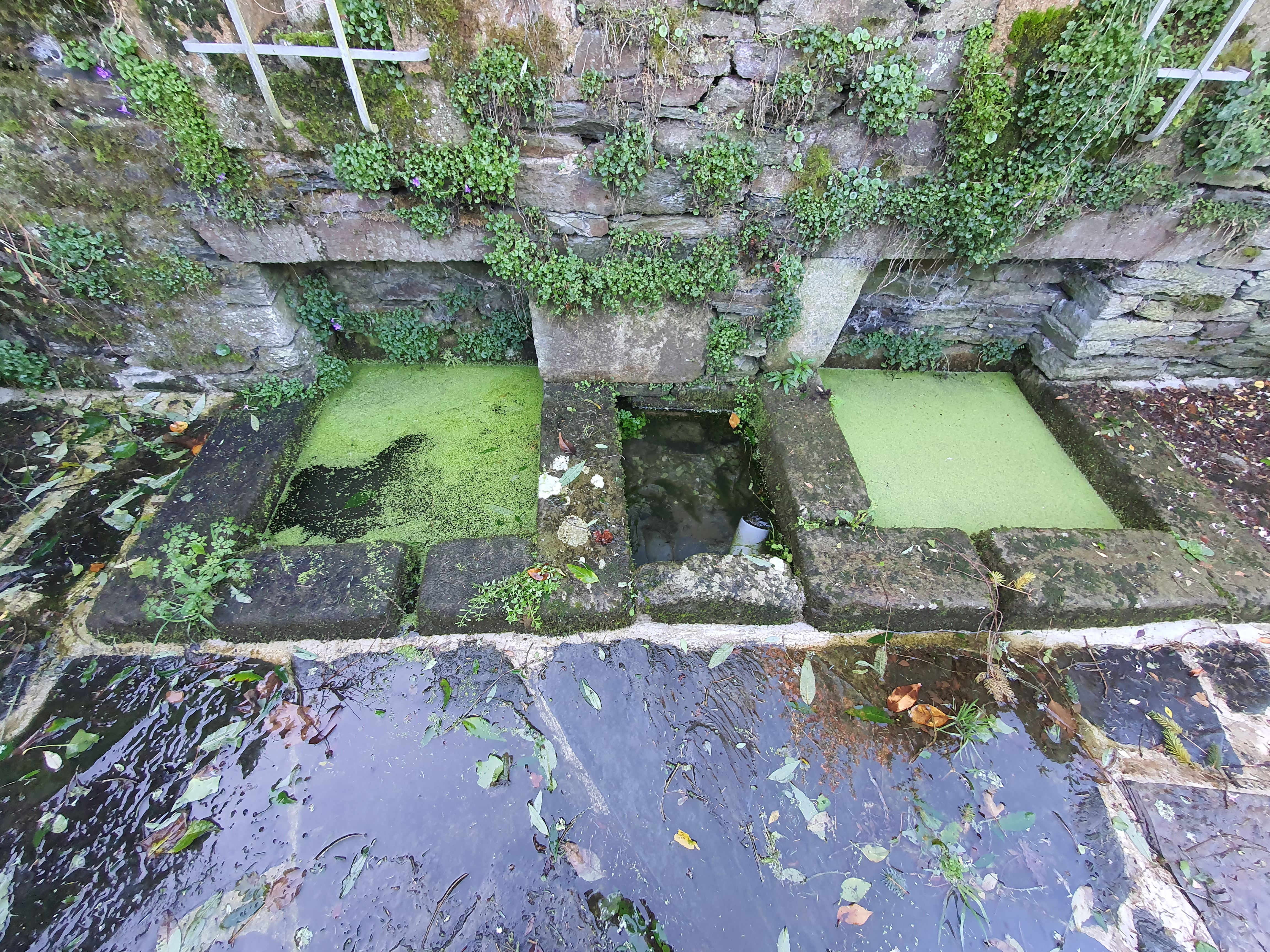
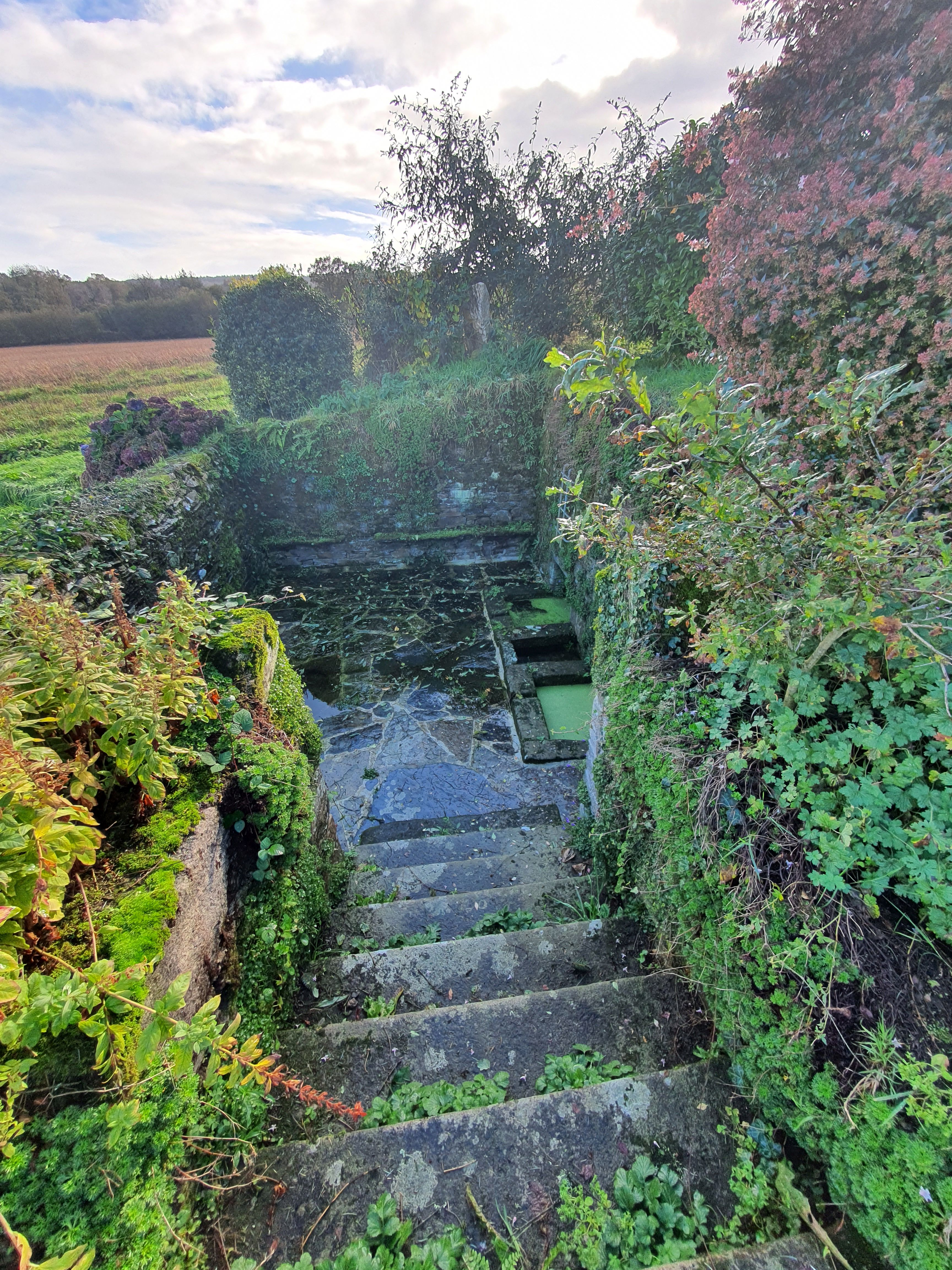